# Giorgi Merebashvili
Giorgi Merebashvili (nascido em 15 de Agosto de 1986) é um futebolista Georgiano que defende a equipe do Dínamo Tbilisi desde 2012. Em 2008 foi convocado para a Seleção Georgiana.